# Aurelia Burckhardt

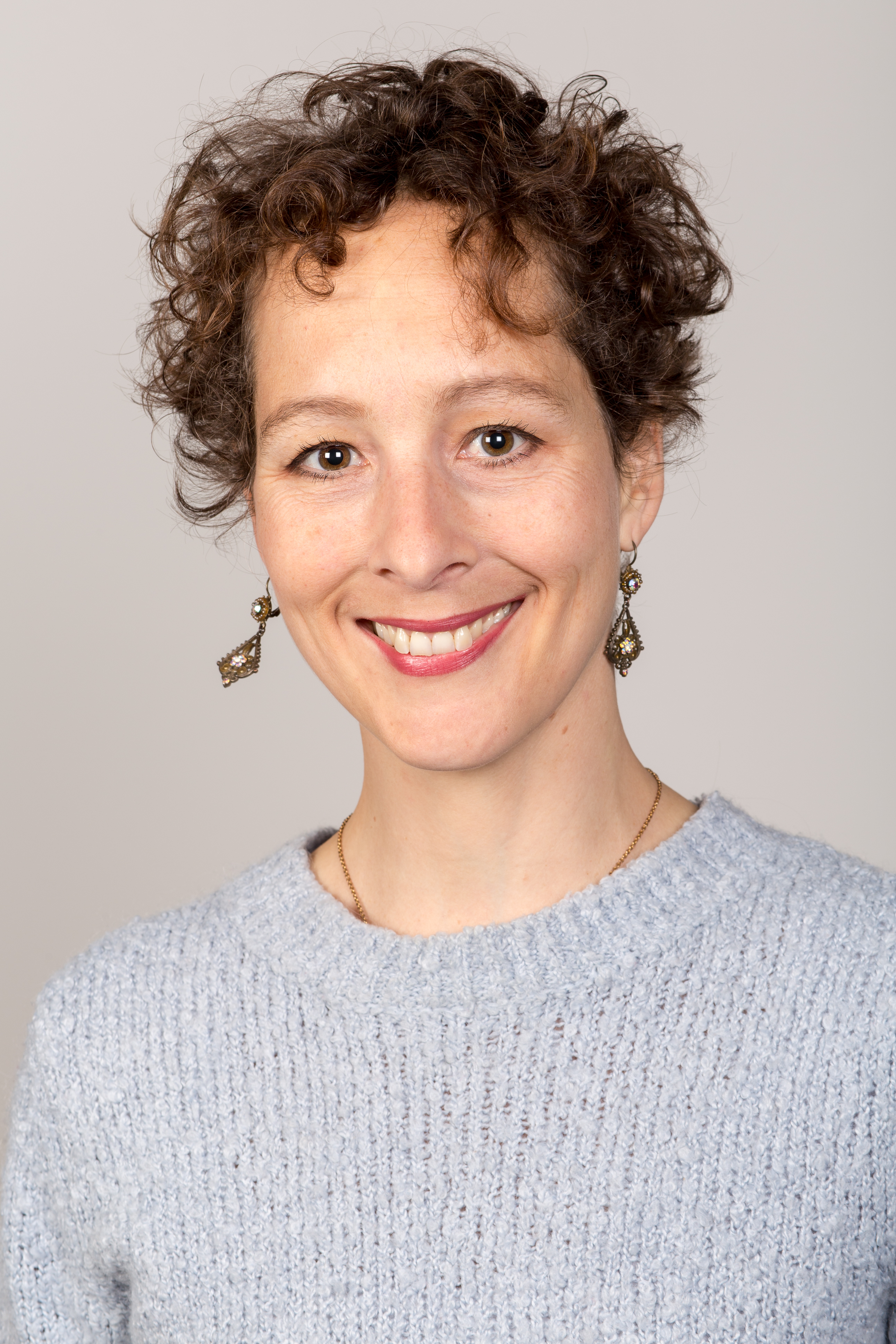
Aurelia Burckhardt (2016)

Aurelia Julia Sophia Burckhardt (* 27. Dezember 1974 in Bern) ist eine Schweizer Schauspielerin, Regisseurin und Kulturmanagerin in den bildenden Künsten.

## Leben
Aurelia Burckhardt ist schweizerisch-italienischer Herkunft. Ihre Mutter Annamaria Regazzoni war Dolmetscherin und Lehrerin, ihr Vater war der Geschichtsprofessor Andreas Burckhardt. Sie wuchs mit ihrer Familie in der Schweiz auf. Aurelia Burckhardt besuchte ab 1994 das Konservatorium der Stadt Wien. Zusätzlich machte sie eine Tanzausbildung bei T-Junction in Wien, dem Vorläufer des Tanzquartiers Wien. Sie war von 2004 bis 2006 beim Wiener Tanz- und Performance-Verein Im_flieger als Kuratorin und im Bereich Finanzen tätig.
Von 2005 bis 2007 nahm Burckhardt Engagements als Schauspielerin am Schauspielhaus Wien wahr. Sie war von 2006 bis 2010 Ensemblemitglied des Wiener Performancekollektivs Theatercombinat unter der Leitung von Claudia Bosse. Eine Nebenrolle als Nonne im Spielfilm Lourdes (2009) unter der Regie von Jessica Hausner war ihr Einstand als Filmschauspielerin in einem Kinofilm, dem weitere Rollen folgten. Sie ist Teil der European film conspiracy mit international erfolgreichen Filmen wie Soldate Jeannette als auch WINWIN.
Von 2009 bis 2010 absolvierte Burckhardt eine Kulturmanagement-Ausbildung an der Universität Wien. Sie vertritt Künstler bei Ausstellungen in Museen, wie etwa dem MAK und dem Kunsthistorischem Museum oder Galerien wie zs art oder der Galerie Lukas Feichtner in Wien sowie Performanceprojekte der freien Theaterszene.
Ihr Lebensmittelpunkt ist Wien, wo sie mit Ehemann und Sohn (* 2002) lebt.

## Filmografie

### Darstellerin (Auswahl)
- 2001: inner amok
- 2009: Lourdes
- 2013: Mein blindes Herz
- 2013: Soldate Jeannette
- 2013: 99 Cahaya di Langit Eropa
- 2016: WiNWiN
- 2019: Kaviar
- 2020: re-GEO/ristrutturare qualcosa, Essayfilm von Michaela Schwentner
- 2020: Die Farbe des Chamäleons
- 2022: re-BIRDING von Michaela Schwentner
- 2024: 80 Plus (Alternativtitel Toni und Helene)

### Regie und Drehbuch
- 2012: Annamaria
- 2017: casa dov´è?